# Oleg Grigorjevics Makarov
Oleg Grigorjevics Makarov (orosz: Оле́г Григо́рьевич Мака́ров) (Udomlja, 1933. január 6. – Moszkva, 2003. május 28.) szovjet űrhajós.

## Életpálya
A moszkvai Bauman Műszaki Főiskolán végzett tanulmányai után 1957 óta egy tervező irodában űreszközök (Vosztok-program) fejlesztésnén dolgozott. 1968. május 27-től űrhajóskiképzésen vett részt. Először a szovjet holdbéli program keretében Alekszej Arhipovics Leonovval készült. Összesen 20 napot, 17 órát és 44 percet töltött a világűrben. Űrhajós pályafutását 1986. április 4-én fejezte be.

## Űrrepülések
- 1973-ban Szojuz–12 űrhajó fedélzeti mérnöke a próbarepülés alkalmával
- 1975-ben a Szojuz–17 tartalék mérnöke
- 1975. április 5-én indított Szojuz–18 űrhajón fedélzeti mérnökként szolgált volna. Az indítást, kényszerleszállással félbeszakították a hordozórakéta végfokozatának rendellenes működése miatt.
- A Szojuz–27 űrhajóval felszállva, a Szaljut–6 fedélzetén 5 napos programot hajtott végre. A Szojuz–26 űrhajóval tért vissza a Földre.
- 1980-ban a Szojuz T–2 tartalék mérnökeke
- 1980-ban a Szojuz T–3 fedélzeti mérnökeként ismét a Szaljut–6 űrállomáson dolgozott

Bélyegen is megörökítették az űrrepülését.

## Kitüntetések
Kétszer kapta meg a Szovjetunió Hőse kitüntetést, négyszer érdemelte ki a Lenin-rendet.

## Külső hivatkozások
- Oleg Grigorjevics Makarov. spacefacts.de. (Hozzáférés: 2012. augusztus 11.)
- Oleg Grigorjevics Makarov. astronautix.com. (Hozzáférés: 2012. augusztus 11.)
- Oleg Grigorjevics Makarov. astronaut.ru. (Hozzáférés: 2012. augusztus 11.)
- Oleg Grigorjevics Makarov. warheroes.ru. (Hozzáférés: 2012. augusztus 11.)